# 라자루스 증후군
라자루스 증후군(Lazarus syndrome) 또는 심폐 소생술 실패 후 자가소생은 소생술 시도 실패 후 정상적인 심장 리듬 또는 심장 활동이 자연스럽게 돌아오는 현상이다. 1982년부터 의학 문헌에 최소 38번 이상주목 받아 왔다. 이 증후군은 기독교의 신약성서 요한복음서에서 예수에 의해 소생한 라자로(Lazarus)에서 그 이름을 따왔다.

## 같이 보기
- 라자로 징후
- 라자로 분류군
- 임사 체험
- 생매장
- 가사 (의학)